# Споменик Крсти Смиљанићу (Златибор)
Споменик Крсти Смиљанићу је бронзана биста подигнута 2008. године на Краљевом тргу, израдио га је Бранко Тијанић.

## Историја
Крста Смиљанић је рођен у златиборском селу Љубиш 1868. године. У народу је познат по војничкој каријери, највише као командант Дринске дивизије која се посебно прославила на Кајмакчалану током пробоја Солунског фронта. Одликован је тридесет пута, а преминуо је 1944. године у кућном притвору у који су га ставили Немци у његовом стану у Београду. У оквиру свечаности обележавања 90. годишњице пробоја Солунског фронта и на 140 годишњицу рођења Крсти Смиљанићу је на Краљевом тргу у центру Златибора 15. септембра 2008, у присуству многобројних делегација, мештана, као и унука Манојла Смиљанића, откривен споменик. Бронзану бисту је израдио вајар Бранко Тијанић. Од заоставштине се једино карабин, сабља и гусле чувају у спомен-збирци чајетинске библиотеке, док је непознато шта се десило са генераловим одликовањима.